# 더티 픽쳐
더티 픽쳐(The Dirty Picture)는 인도에서 제작된 밀란 루스리아 감독의 2011년 코미디, 드라마 영화이다. 비드야 발란 등이 주연으로 출연하였다.

## 출연

### 주연
- 비드야 발란
- 임란 하쉬미

### 조연
- 임랜 하스니
- 안주 마헨드루
- 네시러딘 샤

## 제작진
- 의상: 니하리카 칸